# جون تورانس
جون تورانس هو شخصية أعمال وسياسي كندي، ولد في 8 يونيو 1786 في المملكة المتحدة، وتوفي في 20 يناير 1870 في مونتريال في كندا.

## معرض صور

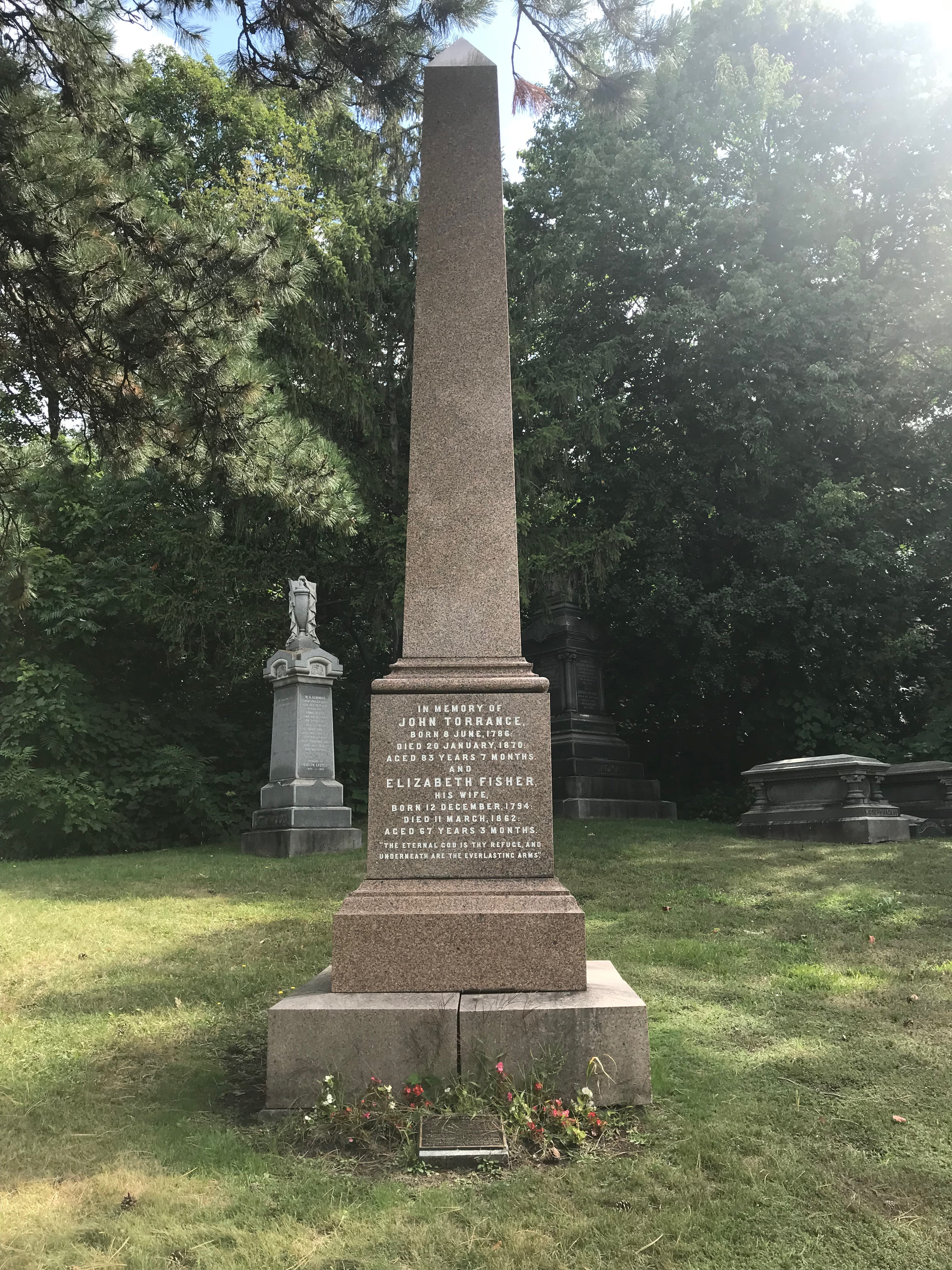
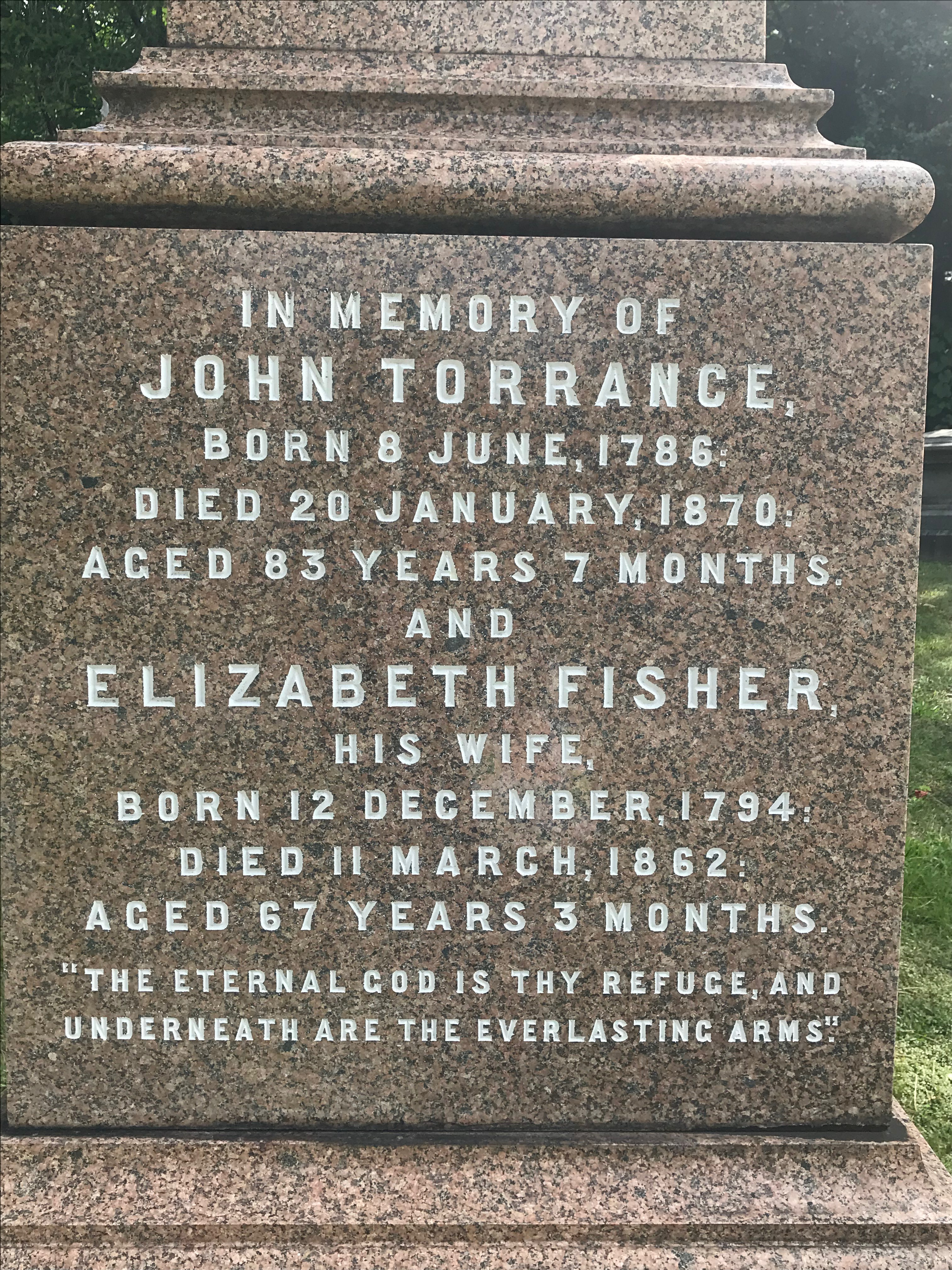
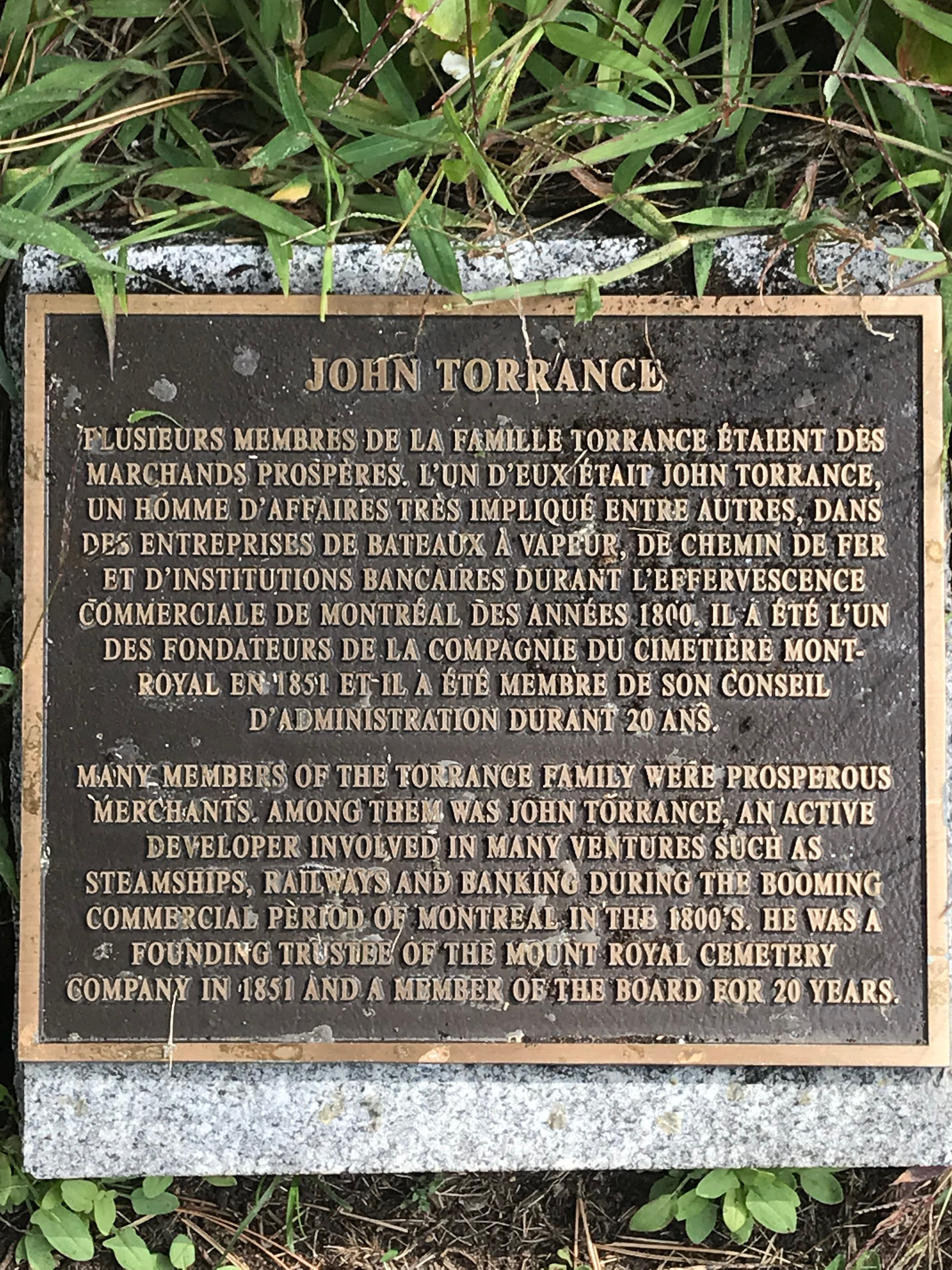